# يوشياكي أراي
يوشياكي أراي (باليابانية: 新井栄聡) هو لاعب كرة قدم ياباني في مركز حراسة المرمى، ولد في 27 سبتمبر 1995 في سايتاما في اليابان. لعب مع شيميزو إس-بولس.

## وصلات خارجية
- يوشياكي أراي على موقع رابطة كرة القدم اليابانية للمحترفين (اليابانية)
- يوشياكي أراي على موقع قاعدة بيانات كرة القدم.إي يو (الإنجليزية)
- يوشياكي أراي على موقع Soccerway.com (الإنجليزية)
- يوشياكي أراي على موقع عالم كرة القدم.نت (الإنجليزية)